# Herbert-Ernst Vahl
Pour les articles homonymes, voir Vahl.
Herbert-Ernst Vahl (né le 9 octobre 1896 à Posen, en Province de Posnanie, décédé le 22 juillet 1944 à Thessalonique en Grèce) était un SS-Brigadeführer (général de division) et Generalmajor der Waffen-SS durant la Seconde Guerre mondiale.

Il a commandé la 2e SS Panzer Division Das Reich et la 4e SS Polizei Division.

Il a été récipiendaire de la Croix de chevalier de la Croix de fer qui est décernée pour reconnaître le courage extrême sur le champ de bataille ou un succès de commandement militaire pour l'Allemagne nazie pendant la Seconde Guerre mondiale.

## Biographie

### Première Guerre mondiale
Pendant la Première Guerre mondiale, il rejoint le 7e régiment de grenadiers en 1914, et est sélectionné pour devenir officier, le 8 janvier 1915. Il sert sur le front occidental dans la Somme et à Verdun. Il est blessé à deux reprises en 1916 et 1917 et la fin de la Première Guerre mondiale, il a été décoré de la Croix de fer 1re et 2e classe.

### Entre les deux guerres
À la fin de la Première Guerre mondiale, Vahl a décidé de rester dans l'armée (Reichswehr). Il sert comme instructeur dans plusieurs écoles militaires, avant d'être affecté à la 14e compagnie du 16e Régiment de Reiter (cavalerie) à Berlin.

En novembre 1936, Vahl est promu au grade de major et est muté au IIe Battalion du 4e Régiment de blindé de la 2e Panzerdivision.

### Seconde Guerre mondiale
En septembre 1939, Vahl est promu Oberstleutnant (lieutenant-colonel), et est affecté au commandement du 65e bataillon de Panzer de la 6e Panzerdivision dans laquelle il participe à la campagne de Pologne.
En mai 1940, il a le commandement du 101e bataillon de Panzer, qui est une unité spéciale composée de chars Lance-flammes. Il commande ce bataillon lors de la bataille de France, l'invasion des Balkans (opération Marita) et l'invasion de la Russie (opération Barbarossa). Pendant ce temps, il a reçu la Croix allemande en or et l'Insigne d'assaut des blindés.

Le bataillon de Vahl a ensuite été attaché à la 3e division d'infanterie allemande (motorisée) et est déplacé vers le secteur du front de Léningrad.
Le 13 décembre 1941, Vahl est promu Oberst (colonel) et reçoit le commandement du 29e Régiment de Panzer].
En 1942, par ordre de Berlin, Vahl quitté la Heer et rejoint la Waffen-SS, et est élevé au rang de SS-Standartenführer (colonel), et est affecté à la division Das Reich en tant que commandant du 2e régiment de Panzer SS.
En février 1943, Vahl est promu au SS-Oberführer (grade intermédiaire), et reçoit le commandement de la Das Reich qui est en poste en Russie. Durant son commandement pendant la bataille de Kharkov, il reçoit la Croix de chevalier de la Croix de fer et est grièvement blessé à Belgorod.
En avril 1943, tout en récupérant de ses blessures, il est promu SS-Brigadeführer (général de brigade) et Generalmajor der Waffen-SS Après avoir récupéré de ses blessures, il devient inspecteur des troupes blindées dans la SS-Führungshauptamt (bureau principal SS).
En juillet 1944, Vahl reprend du service avec la 4e division SS Polizei qui est en Grèce à Thessalonique pour lutter contre les partisans.

Vahl arrive pour prendre le commandement de la Division le 13 juillet 1944, mais est tué dans un accident d'automobile le 22 juillet 1944.

## Promotions grades
- Leutnant: 8 janvier 1915
- Oberleutnant: 1er avril 1925
- Rittmeister: 1er février 1931
- Major: 1er novembre 1936
- Oberstleutnant: 1er février 1939
- Oberst: 13 décembre 1941
- SS-Standartenführer: 1er août 1942
- SS-Oberführer: 10 février 1943
- SS-Brigadeführer und Generalmajor der Waffen-SS: 1er avril 1943

## Décorations
- Médaille du Front de l'Est (1942)
- Croix de fer
  - 2e Classe (1915)
    - Agrafe (12 octobre 1939)

  - 1re Classe (1918)
    - Agrafe (13 juillet 1941)
- Croix de chevalier de la Croix de fer (6 avril 1943)
- Insigne des blessés en Noir et Argent
- Croix d'honneur (1934)
- Croix allemande en Or (18 novembre 1941)
- Insigne de combat des blindés en Argent